# پروکریس

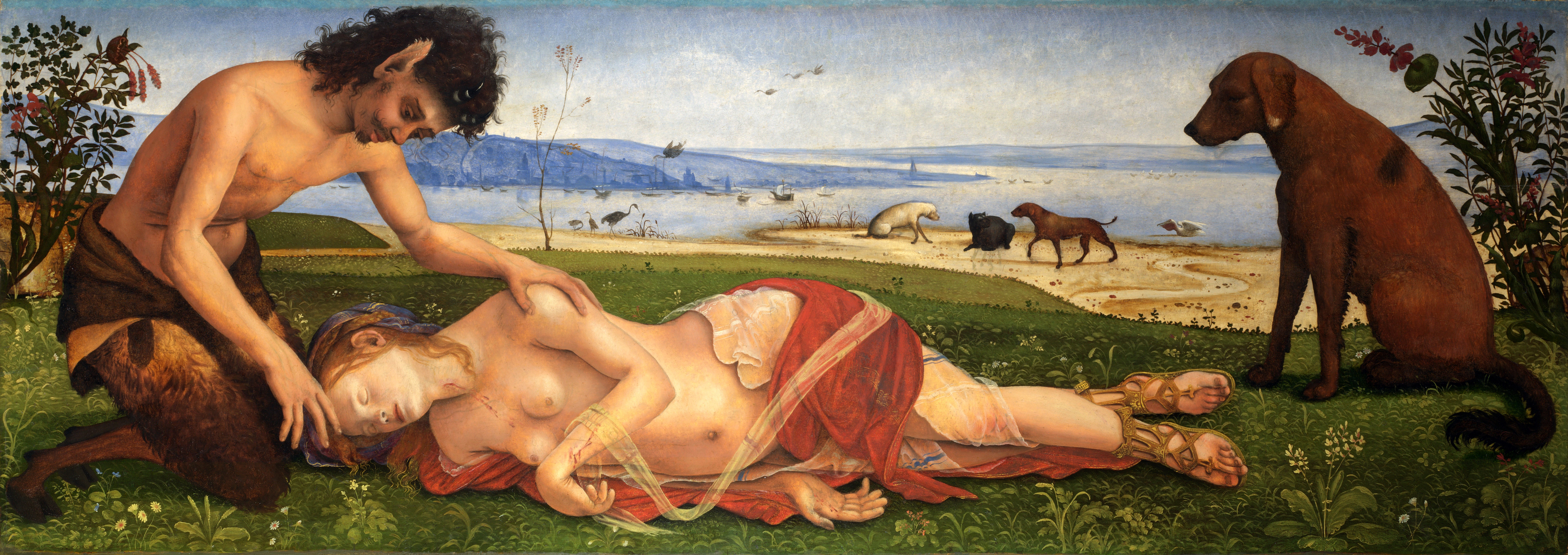
مرگ پروکریس اثر نقاش ایتالیایی پیرو دی کوزیمو

پروکریس (یونانی باستان: Πρόκρις) در اسطوره‌شناسی یونانی شاهدخت آتنی، سومین دختر ارختئوس، پادشاه آتن و همسرش پراکسیته بود. هومر از او در ادیسه به عنوان یکی از ارواح مرده بسیاری یاد می‌کند که ادیسه (اودیسئوس) در دنیای مردگان در فرهنگ یونانی-رومی دیده بود. سوفوکل یک تراژدی به نام پروکریس نوشت که مانند نسخه‌ای که در چرخه یونانی موجود است گم شده است، اما حداقل شش روایت مختلف از داستان او هنوز وجود دارد.

## داستان
داستان پروکریس از آتن شروع می‌شود. او سومین دختر ارختئوس پادشاه آتن و پراکسیته بود. پروکریس در ادامه با سفالوس، شاهزاده فوکیس ازدواج کرد. حداقل شش روایت مختلف از داستان پروکریس وجود دارد. سفالوس به مدت هشت سال از خانه دور شد زیرا می‌خواست وفاداری پروکریس را به خود آزمایش کند. هنگامی که با لباس مبدل به خانه بازگشت، سفالوس موفق شد همسرش پروکریس را اغوا کند. او سپس به همسرش که بسیار متعجب شده بود فاش کرد که میل به خیانت او برای او روشن شده است.
پروکریس ابتدا از آتن به جنگل‌ها گریخت و در آنجا بخشی از همراهان آرتمیس شد. بعداً پروکریس در جزیره کرت پیدا شد. مینوس پادشاه کرت از مصیبت ناشی از جادوی همسرش پاسیفائه رنج می‌برد که خشمگین از خیانت او باعث شده بود که نطفه او به موجودات سمی شبیه عقرب تبدیل شود و به این ترتیب هر عاشقی را که مینوس داشته باشد می‌کشد.
پروکریس شاه مینوس را با ریشه گیاهی درمان کرد. شاه مینوس برای قدردانی به او یک، سگ شکاری افسانه ای به نام لالپس، و نیزه‌ای که همیشه هدف را می‌زد، به او داد. پروکریس به آتن بازگشت و به نوبه خود، سفالوس را با ظاهر کردن خود به عنوان یک مرد جوان آزمایش کرد. پروکریس با لباس مبدل سفالوس را به مسابقه‌ای در شکار دعوت کرد و به راحتی با کمک لائلپس و نیزه او را شکست داد. سفالوس که می‌خواست سگ شکاری و نیزه را بخرد، مبلغ زیادی پول ارائه کرد. با این حال، پروکریس تنها در صورتی با فروش آن‌ها موافقت می‌کند که سفالوس با او بخوابد، هنوز در لباس مبدل مرد. سفالوس که از اشتیاق او برای سگ و نیزه پیشی گرفته بود، موافقت کرد. پس از آن، پروکریس خود واقعی خود را آشکار کرد. این زوج آشتی کردند و پروکریس لائلپس و نیزه را به عنوان هدیه به شوهرش داد.
با وجود آشتی آن‌ها، پروکریس دیگر هرگز نتوانست از وفاداری شوهرش مطمئن باشد. یک روز، هنگامی که سفالوس برای شکار بیرون آمده بود، خدمتکار پروکریس شنید که او را کسی را صدا می‌زند و از کسی می‌خواهد که نزد او بیاید. اگرچه سخنان سفالوس کاملاً بی‌گناه بود، زیرا او فقط به ائوس (آورورا در اسطوره‌شناسی روم) الهه تیتان نسیم و هوای تازه صبح زود می‌گفت تا او را در طول تلاش‌های شکار خنک کند، خدمتکار این را به پروکریس که قبلاً مشکوک بود گزارش داد. پروکریس دفعه بعد که سفالوس به شکار رفت به دنبال او رفت و با شنیدن صدای آورورا به درون بیشه پرید. سفالوس که فکر می‌کرد او یک حیوان وحشی است، با یک تیر به او شلیک کرد و او را کشت.